# Erodium absinthoides
Erodium absinthoides là một loài thực vật có hoa trong họ Mỏ hạc. Loài này được Willd. mô tả khoa học đầu tiên năm 1800.

## Hình ảnh

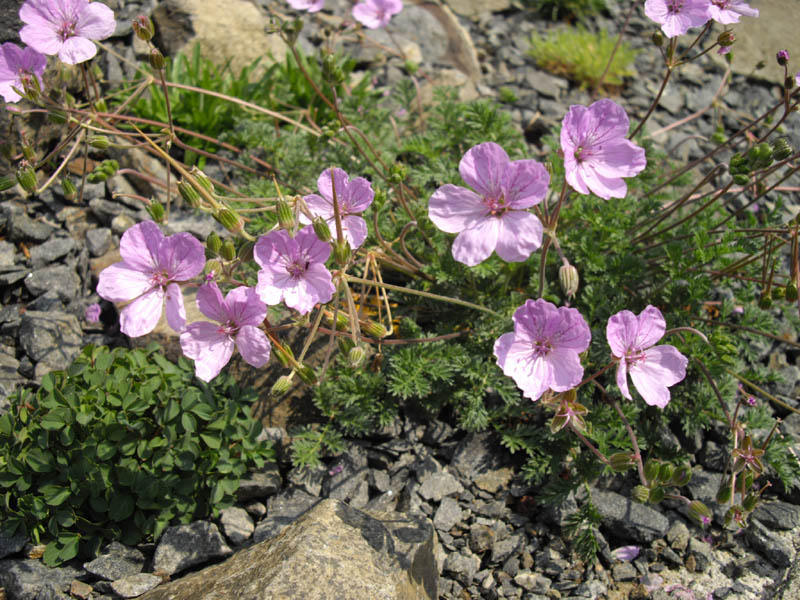